# Bremraap
Bremraap (Orobanche) is een geslacht van ongeveer honderdvijftig tot tweehonderd soorten eenjarige of overblijvende, parasitaire, kruidachtige planten uit de bremraapfamilie (Orobanchaceae). De botanische naam Orobanche is afgeleid van het Oudgriekse 'orobos' (= erwt) en 'agchein' (= wurgen). De Nederlandse naam is afkomstig van de grote bremraap die op brem parasiteert. 
De soorten komen van nature voor op het noordelijk halfrond. In het Cronquist-systeem werd het geslacht tot de helmkruidfamilie gerekend, binnen APG II behoren ze tot de bremraapfamilie.

## Beschrijving
De soorten zijn 10-85 cm hoog. Ze zijn herkenbaar aan de geel tot strokleurige stengel, die geen chlorofyl bevat. De bladen zijn niet meer dan driehoekige schubben. Doordat de planten geen chlorofyl hebben, zijn ze voor hun voedingsstoffen geheel afhankelijk van andere planten. 
De gele, witte of blauwe bloemen zijn leeuwenbekachtig. De bloemen staan met tien tot twintig bijeen aan de centrale stengel. Bij Orobranche uniflora staan de bloemen apart. De bloeiperiode loopt vaak van de late winter tot het late voorjaar. Buiten de bloeiperiode komt de plant vaak niet boven de grond uit. Bestuiving vindt vaak plaats door Hymenoptera-soorten.
De zaden zijn klein, licht tot bruin gekleurd, en worden later zwart. Bremrapen produceren zeer veel zaad, wat de kleine kans compenseert dat een zaadje boven de wortel van een gastplant ontkiemt. De 0,3-0,5 mm kleine zaden worden door de wind verspreid. Één gram zaad zou 100.000 zaadjes bevatten. Een plant kan meer dan 300.000 zaden voortbrengen. 
Het ontkiemen van de zaden wordt op gang gebracht door stoffen die de wortel van de gastheer in de grond verspreidt: ontbreken deze, dan kan het zaad verscheidene jaren haar kiemkracht behouden. Bremraapzaden zenden bij het ontkiemen een wortelachtige uitloper de grond in totdat deze contact maakt met de wortel van de gastheer. Wanneer hij zich hieraan vastmaakt, berooft hij de gastheer van water en voedingsstoffen. 
Sommige soorten parasiteren op slechts één soort gastheer, zo is Orobanche hederae beperkt tot klimop (Hedera helix); deze soorten worden vaak genoemd naar de soort waarop zij parasiteren. Andere kunnen op verschillende geslachten parasiteren, zoals de klavervreter op klaver (Trifolium) en andere verwante geslachten uit de vlinderbloemenfamilie.
Hennepvreter (komt van nature voor in Midden- en Zuidwest-Europa, maar is elders wijd ingeburgerd) wordt in sommige gebieden als een belangrijke bedreiging voor oogsten beschouwd. De plant parasiteert op de tomaat, aubergine, aardappel, witte kool, siernetel, paprika, zonnebloem, snijselderij en bonen. In zeer besmette gebieden kan de oogst hierdoor totaal mislukken.
Orobanche cumana parasiteert op de zonnebloem, en is zeer schadelijk bij de teelt van zonnebloemen.
Soorten in de Benelux
- Orobanche alba (Tijmbremraap)
- Orobanche caryophyllacea (Walstrobremraap)
- Orobanche elatior (Centauriebremraap)
- Orobanche hederae (Klimopbremraap)
- Orobanche lutea (Rode bremraap)
- Orobanche minor (Klavervreter)
- Orobanche picridis (Bitterkruidbremraap)
- Orobanche purpurea (Blauwe bremraap)
- Orobanche ramosa (Hennepvreter)
- Orobanche rapum-genistae (Grote bremraap)
- Orobanche reticulata (Distelbremraap)
- Orobanche teucrii (Gamanderbremraap)

Soorten van buiten de Benelux (niet volledig)
- Orobanche alsatica
- Orobanche amethystea
- Orobanche arenaria
- Orobanche artemisiae-campestris
- Orobanche caesia
- Orobanche cernua
- Orobanche coerulescens
- Orobanche cumana
- Orobanche fasciculata
- Orobanche flava
- Orobanche gracilis
- Orobanche grayana
- Orobanche loricata
- Orobanche ludoviciana
- Orobanche maritima
- Orobanche nana
- Orobanche uniflora

... · 
O. alba (tijmbremraap) · 
O. caryophyllacea (walstrobremraap) · 
O. elatior (centauriebremraap) · 
O. hederae (klimopbremraap) · 
O. lutea (rode bremraap) · 
O. minor (klavervreter) · 
O. picridis (bitterkruidbremraap) · 
O. purpurea (blauwe bremraap) · 
O. ramosa (hennepvreter) · 
O. rapum-genistae (grote bremraap) · 
O. reticulata (distelbremraap) · 
...
... · 
Bartsia · 
Castilleja · 
Euphrasia (Ogentroost) · 
Lathraea (Schubwortel) · 
Melampyrum (Zwartkoren) · 
Odontites (Helmogentroost) · 
Orobanche (Bremraap) · 
Pedicularis (Kartelblad) · 
Parentucellia · 
Rhinanthus (Ratelaar) · 
...